# Davie (Floride)
La ville de Davie est située dans le comté de Broward, dans l’État de Floride, aux États-Unis. Sa population était de 84 350 habitants en 2006.

## Personnalité liée à la commune
- Leslie Grace (1995-), chanteuse américaine.

## Démographie
| 1970  | 1980   | 1990   | 2000   | 2010   | - |
| ----- | ------ | ------ | ------ | ------ | - |
| 5 859 | 20 500 | 47 217 | 75 720 | 91 992 | - |

## Source
- (en) Cet article est partiellement ou en totalité issu de l’article de Wikipédia en anglais intitulé « Davie, Florida » (voir la liste des auteurs).